# Jurkowski Potok
Jurkowski Potok – potok, dopływ rzeki Ochotnica. Jest ciekiem 4 rzędu. Wypływa na wysokości około 910 m w miejscowości Ochotnica Górna i spływa w kierunku północnym. Na wysokości 558 m na osiedlu Jurkowski Potok uchodzi do Ochotnicy jako jej prawy dopływ.
Zlewnia Jurkowskiego Potoku znajduje się w – należącym do Gorców – Paśmie Lubania. Obejmuje jego północne zbocza pomiędzy szczytami Runek (1004 m) i Kudowski Wierch (1024 m). Dolina potoku jest stosunkowo płytko wcięta i w większości porośnięta lasem. Zabudowany jest tylko wylot doliny, wyżej na stokach Pasma Lubania znajdują się na dnie doliny pojedyncze domy, do których prowadzi wzdłuż koryta potoku asfaltowa droga.
Cała zlewnia Jurkowskiego Potoku znajduje się w graniach wsi Ochotnica Górna w województwie małopolskim, w powiecie nowotarskim, w gminie Ochotnica Dolna.